# 七星坡
七星坡，又名衙坡，位于中国山西省运城市新绛县县城龙兴镇县城西部乐楼北。已列为新绛县文物保护单位。

## 建筑
七星坡是一段青石铺成的坡道，一边是平坡，东侧是83台阶，宽2米，依地势高低修建，长约80米，通往古城西侧高崖之上的绛州大堂。石坡中间嵌有七个圆形石块，按北斗七星的形状排列。七星坡原为通向州衙的必经之路，亦可在此欣赏错落有致的绛州三楼壮观景色：钟楼、鼓楼、乐楼。

## 保护
1995年12月，七星坡公布为新绛县文物保护单位。